# Raffaele De Cornè
Raffaele De Cornè (Capua, 9 aprile 1852 – Roma, 25 agosto 1929) è stato un ingegnere e dirigente pubblico italiano.
Progettista e dirigente del Genio Civile, fu direttore generale delle Ferrovie dello Stato (FS).

## Studi
Nel 1872 conseguì la laurea in Ingegneria presso la Facoltà di ingegneria dell'Università degli Studi di Napoli.

## Attività nelle amministrazioni pubbliche
Nel 1873 entrò nel ruolo degli ingegneri del Corpo del Genio Civile e fu incaricato del progetto di nuove infrastrutture ferroviarie. Trasferito al Ministero, dal 1896 al 1897 fu componente della segreteria tecnica del ministro Giulio Prinetti.
Nel 1900 fu nominato ispettore superiore del Genio Civile, successivamente inviato a dirigere i suoi Compartimenti di Bari e di Catanzaro.
Nel 1904 fu nominato presidente della terza sezione del Consiglio Superiore dei Lavori Pubblici.
Nel 1906 diventò componente del Consiglio Superiore delle Strade Ferrate.
Dal 1920 al 1929 fu presidente del Consiglio Superiore dei Lavori Pubblici.

## Attività nelle Ferrovie dello Stato
Nelle Ferrovie dello Stato, dal 25 gennaio 1915 al 17 febbraio 1920 fu direttore generale. Poi, a seguito della riorganizzazione aziendale, dal 18 febbraio all'8 settembre 1920 ricoprì la carica di amministratore generale.

### Biografia
- Guido Corbellini, Le Ferrovie dello Stato compiono cinquanta anni di vita, in Ingegneria ferroviaria, vol. 9, n. 5-6, maggio-giugno 1955,  pp. 339-354. Ristampe in volume: Roma, Collegio Ingegneri Ferroviari Italiani, 1955; Roma, Collegio Ingegneri Ferroviari Italiani-Ponte San Nicolò, Duegi, 2002, ISBN 88-900979-0-6